# Valtatie 2
Pour les articles homonymes, voir Route nationale 2.
La route nationale 2 (en finnois : Valtatie 2, en finnois : Riksväg 2) est une route nationale de Finlande menant de Vihti à Pori. Elle mesure 227 kilomètres de long,.

## Trajet
La route nationale 2 traverse les villes et (municipalités) suivantes :
- Vihti
- Karkkila
- (Nummi-Pusula)
- (Somero)
- (Tammela)
- Forssa
- (Jokioinen)
- Humppila
- (Loimaa)
- (Punkalaidun)
- Huittinen
- Kokemäki
- Harjavalta
- Nakkila
- Ulvila
- Mäntyluoto

## Galerie

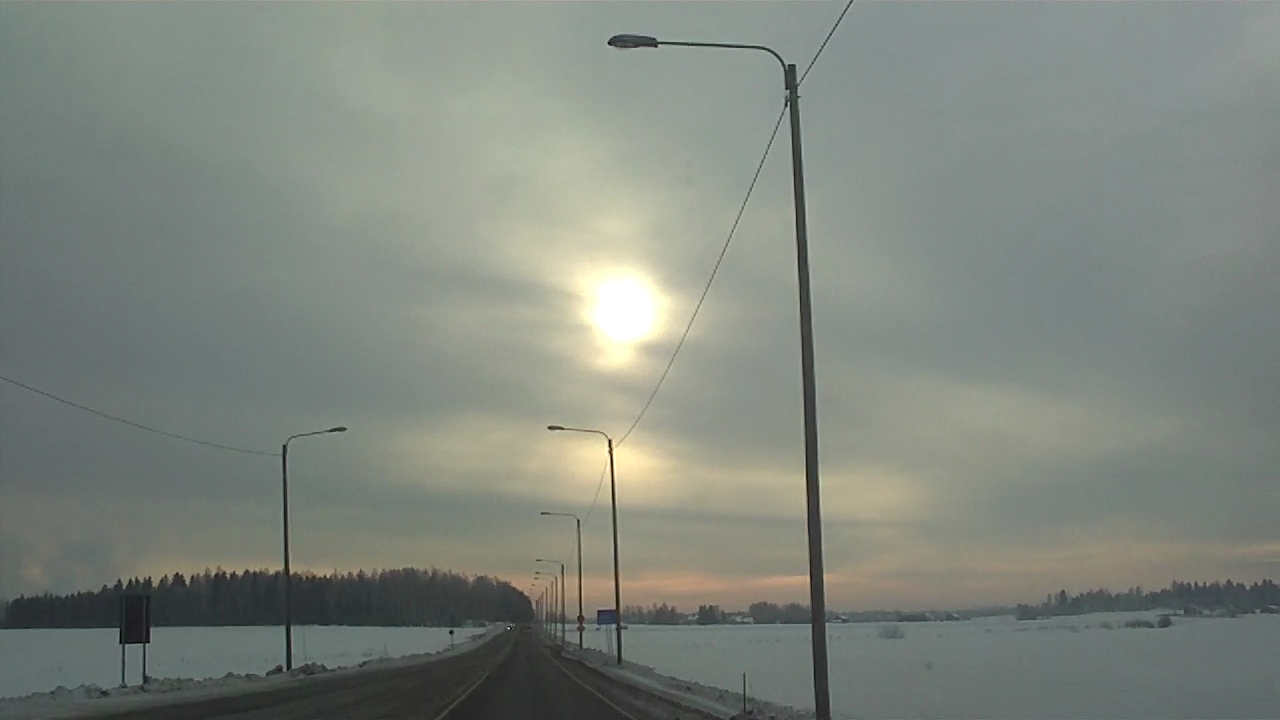
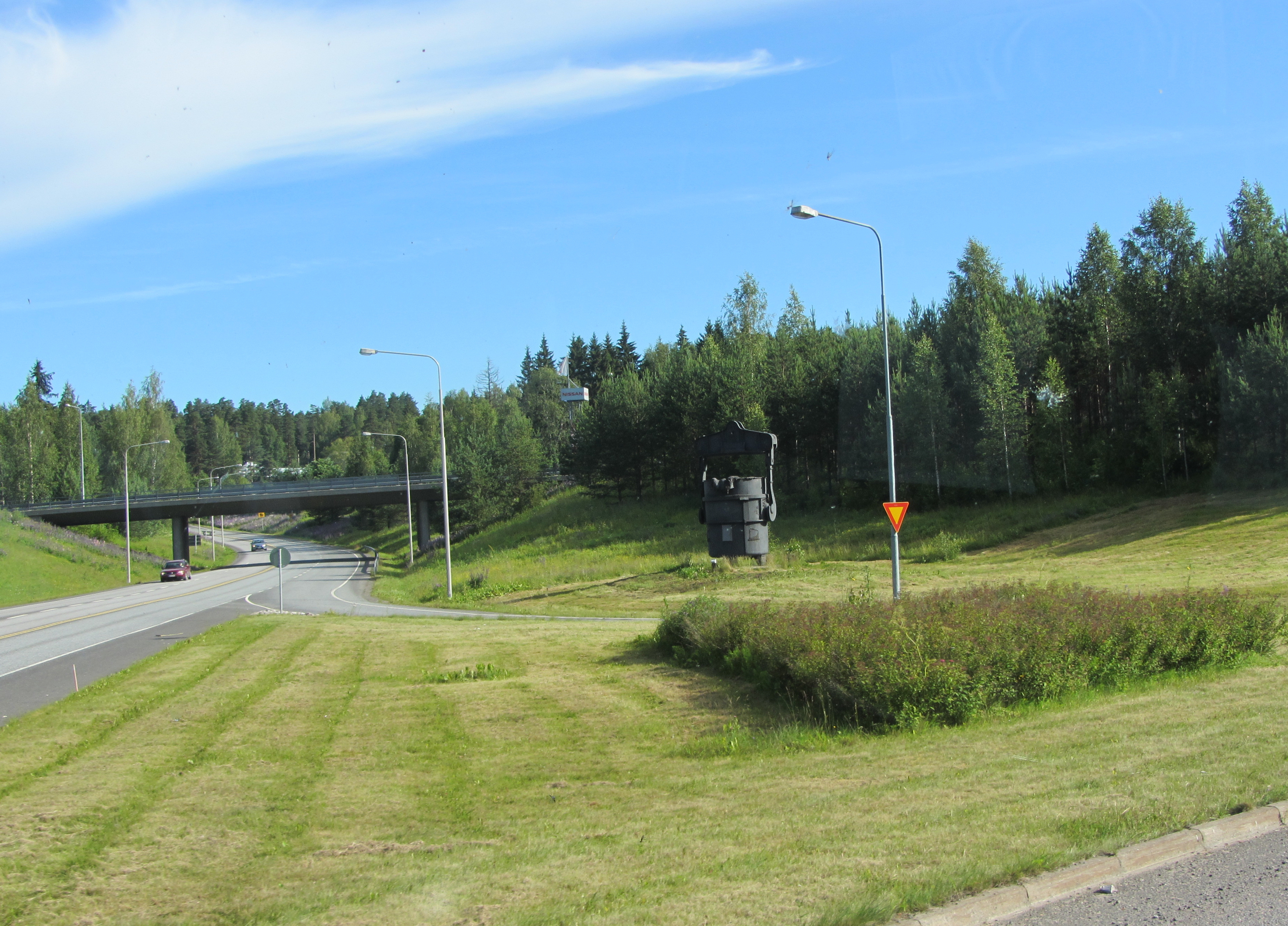
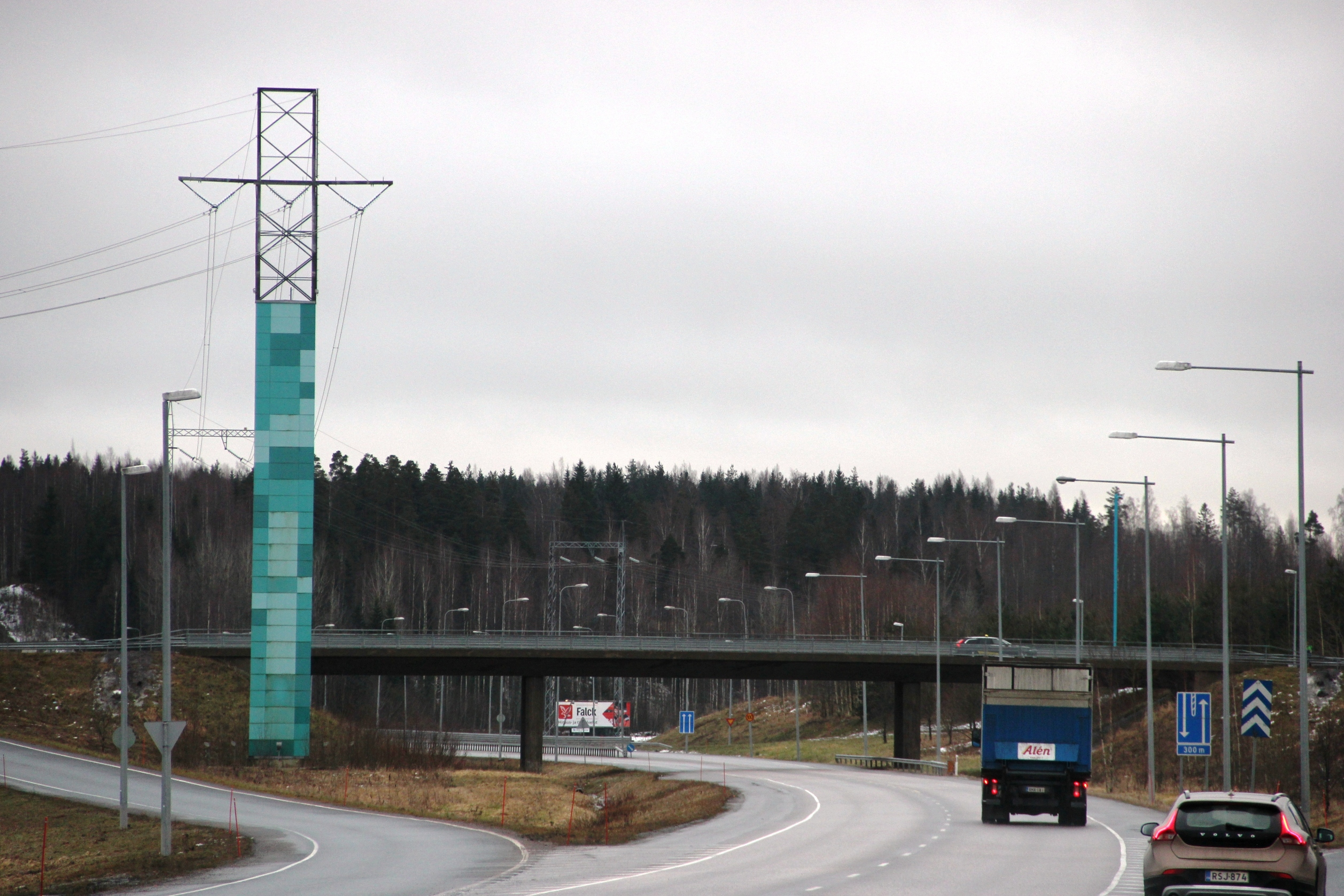
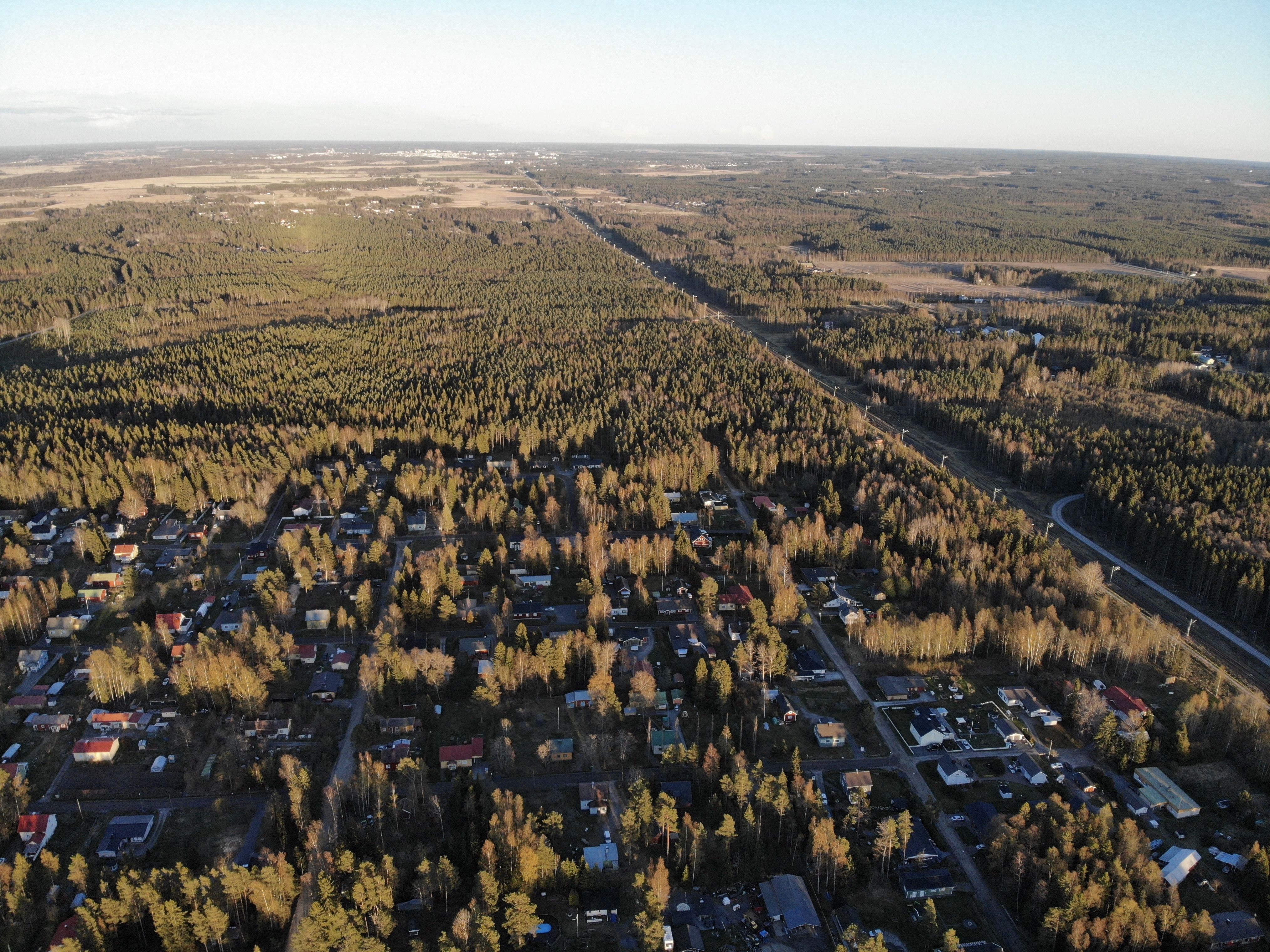